# Генрі Самбрано
Генрі Самбрано (ісп. Henry Zambrano, нар. 7 серпня 1973, Соледад) — колумбійський футболіст, що грав на позиції нападника.
Виступав, зокрема, за клуби «Америка де Калі» та «Атлетіко Насьйональ», а також національну збірну Колумбії.

## Клубна кар'єра
У дорослому футболі дебютував 1990 року виступами за команду клубу «Індепендьєнте Медельїн». Своєю грою за цю команду привернув увагу представників тренерського штабу клубу «Америка де Калі», до складу якого приєднався 1994 року.
1998 року став гравцем «Атлетіко Насьйональ», з яким 1999 року виграв чемпіонат Колумбії. Того ж року відправився до США, де по сезону грав у МЛС за «Нью-Йорк Метростарс» та «Колорадо Репідс».
У 2001 році він повернувся на батьківщину, і грав за «Атлетіко Хуніор», а потім «Мільйонаріос», після чого знову став гравцем МЛС, цього разі у складі «Ді Сі Юнайтед». Втім цього разу колумбієць зіграв лише 5 ігор у чемпіонаті і не зумів закріпитись у команді. В подальшому до кінця своєї кар'єри грав за різні невеликі колумбійські клуби, за винятком недовгих виступів за «Депортес Ла-Серена» в Чилі.
Завершив ігрову кар'єру у клубі «Кортулуа», за який виступав протягом 2009 року.

## Виступи за збірні
1989 року дебютував у складі юнацької збірної Колумбії (U-17), загалом на юнацькому рівні взяв участь у 3 іграх.
1993 року залучався до складу молодіжної збірної Колумбії, з якою став бронзовим призером молодіжного чемпіонату Південної Америки. Цей результат дозволив Самбрано поїхати того ж року з командою на молодіжний чемпіонат світу в Австралії, на якому у 3 матчах забив 3 голи і отримав «Золотий бутс» турніру. Незважаючи на те, що Генрі забив таку ж кількість голів, що й п'ять інших гравців, ФІФА присудив цей приз лише йому.
1994 року дебютував в офіційних матчах у складі національної збірної Колумбії. 
У складі збірної був учасником розіграшу Кубка Америки 1999 року у Парагваї.
Протягом кар'єри у національній команді, яка тривала 6 років, провів у її формі 11 матчів.

## Титули і досягнення

### Командні
- Чемпіон Колумбії (3): 1996/97, 1999, 2003

### Збірні
- Чемпіон Південної Америки (U-20): 1992
- Бронзовий призер Панамериканських ігор: 1995